# Scorpaena bergii
Scorpaena bergii behoort tot het geslacht Scorpaena van de familie van schorpioenvissen. Deze soort komt voor in het westen van de Atlantische Oceaan van Bermuda, New York tot Florida de Bahama's en Mexico tot het noorden van Zuid-Amerika op diepten tot 75 m. Zijn lengte bedraagt zo'n 10 cm.